# Косолапово (Марий Эл)
Косола́пово (мар. Косолап) — село Мари-Турекского района республики Марий Эл Российской Федерации.
Село является центром Косолаповского сельского поселения, ныне включающего в себя кроме территории Косолаповского сельсовета и территорию бывшего Малинкинского сельсовета.
В 1935—1959 годах село было центром Косолаповского района.

## География
Село находится в восточной части республики, в зоне хвойно-широколиственных лесов, в пределах Мари-Турекского плато.

### Климат
Климат характеризуется как умеренно континентальный, с умеренно холодной снежной зимой и относительно тёплым летом. Среднегодовая температура воздуха — 2,2 °С. Средняя температура воздуха самого тёплого месяца (июля) — 18,5 °C (абсолютный максимум — 38 °С); самого холодного (января) — −14 °C (абсолютный минимум — −48 °С). Продолжительность периода с устойчивыми морозами — в среднем 127 дней. Среднегодовое количество атмосферных осадков составляет 496 мм, из которых около 70 % выпадает в тёплый период.

## Население
| 2002 | 2010  |
| ---- | ----- |
| 1526 | ↗1560 |

## Известные уроженцы, жители
В селе жили: марийский писатель и журналист Дим. Орай (Д. Ф. Богословский), который жил в Косолапово до конца своей жизни и работал в местной газете; Смоленцев, Иван Иванович (1935—1993) — советский и российский поэт, изобретатель; Попова Мария Мироновна (1915—1965) — марийский советский государственный и хозяйственный деятель. Стахановка колхоза «Просвет» с. Косолапово, одна из первых трактористок-тысячниц в Марийской автономной области (1935—1951). 

## Инфраструктура
Личное подсобное хозяйство с зоной сельскохозяйственного использования, индивидуальная застройка усадебного типа.
Основа экономики — сельское хозяйство. Действовало опытно-показательное хозяйство НИИ.
Работает участковая больница, средняя школа, коррекционная школа-интернат, детский сад, православный храм, почта, дом культуры, Также в селе есть 8 магазинов. 
Село полностью газифицировано и заасфальтировано.

## Достопримечательности
В центре села расположен сад имени С. Р. Суворова, первого Героя Советского Союза из народа мари, в 1954 году в нём был установлен памятник герою. Также в саду похоронен марийский писатель и журналист Дим. Орай (Д. Ф. Богословский), который жил в Косолапово до конца своей жизни и работал в местной газете. В 1951 году на его могиле был установлен памятник-бюст.

## Транспорт
Рядом с селом проходит автодорога Сернур — Уржум.
Остановка общественного транспорта «Косолапово» в центре села.